# Federico García Lorca
Federico García Lorca (n. 5 iunie 1898, Fuente Vaqueros, Granada - d. 18 august 1936, între Víznar și Alfacar, Granada) a fost un poet, prozator și dramaturg spaniol, cunoscut și pentru talentul său în alte domenii ale artei. Încadrat în generația lui 27 a literaturii spaniole, este cel mai popular și influent scriitor spaniol din secolul XX. Ca dramaturg este considerat una dintre figurile de referință ale teatrului spaniol din secolul XX, alături de Valle-Inclán și Buero Vallejo. A murit executat în timpul Războiului Civil din Spania (1936-1939), datorită simpatiei sale pentru Frontul Popular și condiției sale de homosexual declarat.

## Biografie
S-a născut în municipiul Fuente Vaqueros din Granada (Spania), în sânul unei familii înstărite, pe 5 iunie 1898 și a fost botezat Federico del Sagrado Corazón de Jesús García Lorca. Tatăl său a fost Don Federico García Rodríguez, un moșier, iar mama sa, Doña Vicenta Lorca, profesoară, a fost cea care i-a stimulat lui Federico gustul pentru literatură.
Încă de la vârsta de doi ani, conform biografului Edwin Honig, Federico García Lorca și-a demonstrat abilitatea de a învăța cântece populare și tot la o vârstă fragedă a început să organizeze mici reprezentații de slujbe religioase. Sănătatea lui era șubredă și a început să meargă de-abia la patru ani. Mai târziu avea să citească, obligat fiind să rămână în casă, operele lui Victor Hugo și Miguel de Cervantes.
În perioada studenției, evoluția sa a oscilat, dar, după ce abandonase Facultatea de Drept din Granada pentru a se instala în Rezidența Studenților din Madrid, s-a întors la Universitatea din Granada și a obținut diploma de avocat.
Localizarea meridională a Granadei, care încă păstra vie moștenirea maură, folclorul și caracterul rural, au lăsat urme vizibile în creația lui Lorca, în care se îmbină proza cu romanțele. Don Fernando de los Ríos a fost cel care l-a îndrumat pe atunci pianistul Lorca către poezie; astfel, în 1917, Lorca avea să scrie primul său articol despre José Zorrilla, cu ocazia aniversării sale.
Spania din timpul lui Lorca era moștenitoarea generației lui 98, cu o viață intelectuală în care nume precum Francisco Giner de los Ríos, Benito Pérez Galdós, sau Miguel de Unamuno, și ceva mai târziu José Ortega y Gasset își puseseră amprenta, luptând împotriva problemelor cu care se confrunta Spania în acea perioadă. Au influențat de asemenea sensibilitatea în formare a poetului Lope de Vega, Juan Ramón Jiménez, Antonio Machado, Manuel Machado, Ramón del Valle-Inclán, Azorín și chiar și antologiile de poezie populară.

### Tinerețe și primele opere
În 1918 și-a publicat prima carte, „Impresii și peisaje”, cu banii primiți de la tatăl său. În 1920 a avut loc premiera operei dramatice „El maleficio de la mariposa” („Fluturele vrăjit”) iar în 1921 și-a publicat prima carte de poezii. În 1923 s-au pus în scenă comediile de teatru de păpuși „La niña que riega la Albahaca y el príncipe preguntón” („Fetița care udă Busuiocul și principele curios”). În 1927, la Barcelona, și-a expus pentru prima oară picturile.
În această perioadă comunică intens cu poeți din generația lui rămași în Spania : Jorge Guillén, Pedro Salinas, Gerardo Diego, Dámaso Alonso, sau Rafael Alberti, dar în primul rând cu regizorul Luis Buñuel și cu pictorul Salvador Dalí, de care se pare că a fost îndrăgostit și căruia i-a dedicat o odă. Dalí a fost cel care a pictat decorațiunile pentru prima dramă a lui Lorca, „Mariana Pineda”. În 1928 Lorca a publicat revista literară „Gallo” („Cocoș”), dar a trebuit să abandoneze proiectul după doar două numere.
În 1929 Lorca s-a decis să plece la New York. Deja i se publicaseră, pe lângă operele menționate, „Canciones” (1927) și „Primer romancero gitano” (1928), considerată opera sa poetică cea mai accesibilă, deci cea mai populară. Lorca se simțea deranjat de cei care îl considerau țigan. De asemenea se spune că în această perioadă l-a cunoscut pe Picasso.

### New York
Rodul călătoriei în New York a fost cartea de poezii „Poeta en Nueva York” („Poet în New York”). Se pare că a fost o etapă fericită din viața sa, chiar dacă nu a reușit să învețe engleză. Cu toate acestea a rămas indignat de nedreptatea socială din Statele Unite. În 1930 a plecat la Havana, unde a scris o parte din operele sale „Así pasen cinco años” și „El público”, iar în același an s-a întors la Madrid. Acolo a aflat că se va pune în scenă farsa sa „La zapatera prodigiosa” („Minunata pantofăreasă”).

### A doua republică și „La Barraca”
În 1931 a fost instaurată a doua republică spaniolă, iar Don Fernando de los Ríos a fost numit Ministrul Instrucțiunii Publice. García Lorca a fost numit codirector al companiei statale de teatru „La barraca” („Baraca”) și a dispus de fonduri pentru producerea și organizarea a numeroase opere de teatru, de toate tipurile. A compus în această perioadă „Bodas de Sangre” („Nunta însângerată”), „Yerma” și „Doña Rosita la soltera”.
În 1933 a călătorit în Argentina ca director de teatru, fapt ce a atras atenția asupra acestei ramuri a artei. De exemplu, punerea în scenă a operei „La dama boba” de Lope de Vega a atras un public de mai bine de 60.000 de persoane. Între 1933 și 1936 Lorca a scris opere precum „Diván de Tamarit” și „Llanto por Ignacio Sánchez Mejías” („Plânset pentru Ignacio Sánchez Mejías”), care au mișcat profund sensibilitatea lumii hispanice. De această perioadă mai aparține și drama „La casa de Bernarda Alba”. Pe când a izbucnit Războiul civil spaniol, Lorca muncea la opera sa „La destrucción de Sodoma”.

### Războiul Civil și asasinatul
García Lorca a refuzat să se refugieze în Columbia sau în Mexic atunci când a izbucnit Războiul Civil. Ambasadorii acestor state îi oferiseră acest ajutor deoarece intuiseră că poetul ar putea deveni victima unui atentat, pentru că era un funcționar înalt în cadrul Republicii. Poetul însă a refuzat acele oferte și a ales să-și petreacă vara în casa sa din Granada.
În acele momente critice din punct de vedere politic, cineva l-a întrebat în privința orientării sale politice, iar el a răspuns că se simte în același timp catolic, comunist, anarhist, libertarian, tradiționalist și monarhist; de altfel nici nu s-a afiliat vreunei formațiuni politice și nici nu s-a distanțat de vreunul dintre prietenii săi din motive de preferințe politice. El se simțea, după cum a declarat pentru ziarul „Sol” din Madrid cu puțin timp înainte de a fi asasinat, „în mod integral spaniol”.
„Yo soy español integral y me sería imposible vivir fuera de mis límites geográficos; pero odio al que es español por ser español nada más, yo soy hermano de todos y execro al hombre que se sacrifica por una idea nacionalista, abstracta, por el sólo hecho de que ama a su patria con una venda en los ojos. El chino bueno está más cerca de mí que el español malo. Canto a España y la siento hasta la médula, pero antes que esto soy hombre del mundo y hermano de todos. Desde luego no creo en la frontera política.”
„Eu sunt în mod integral spaniol și ar fi imposibil pentru mine să trăiesc dincolo de hotare; dar îl urăsc pe cel care este spaniol doar de dragul de a fi spaniol, eu sunt fratele tuturor și îl detest pe omul care se sacrifică pentru o idee naționalistă, abstractă, din simplul motiv că își iubește țara cu o legătură la ochi. Mă simt mai apropiat de chinezul bun decât de spaniolul rău. Cânt Spania și o simt până în măduva oaselor, dar înainte de asta sunt cetățean al lumii și frate cu toată lumea. În nici un caz nu cred în granițele politice.”
În urma unui denunț anonim, pe 16 august 1936 Lorca a fost arestat pe când se afla în casa unui amic, poetul Luis Rosales. Acesta a obținut din partea autorităților naționaliste promisiunea că Lorca va fi pus în libertate „si no existía denuncia en su contra”, dacă nu va exista nici un denunț împotriva sa. Acest denunț a venit din partea unor moșieri care priveau cu ochi răi ideile progresiste ale tatălui lui Lorca. Ordinul de execuție a fost dat de guvernatorul civil al Granadei, José Valdés Guzmán, și în zorii zilei de 18 august 1936 Federico García Lorca a fost asasinat între Víznar și Alfacar și cadavrul său încă zace undeva, într-o groapă comună. 
S-au publicat postum operele sale „Primeras canciones” și „Amor de Don Perlimplín con Belisa en su jardín”.

## Opera
Universul lorchian se caracterizează printr-o sistematizare palpabilă : poezia, drama, proza sunt alimentate de obsesii și chei stilistice constante. Varietatea formelor și tonalităților nu atentează niciodată împotriva acestei unități, a cărei chestiuni fundamentale este frustrarea personajelor.

### Stilul
Simbolurile : în deplin acord cu gustul său pentru elementele tradiționale, Lorca utilizează în mod frecvent simboluri în poezia sa. Ele se referă adesea la moarte, deși, în funcție de context, nuanțele variază. Simboluri centrale în opera lui Lorca ar fi :
- Luna : este simbolul care apare cel mai frecvent în opera lui Lorca. Semnificația sa este cel mai adesea moartea, dar de asemenea poate reprezenta erotism, fecunditate, sterilitate sau frumusețe.
- Apa : apa curgătoare este simbol de vitalitate, cea stătătoare de moarte
- Sângele : reprezintă viața, și, prin urmare, vărsarea sa reprezintă moartea. Este de asemenea simbol de fertilitate și sexualitate
- Calul (și călărețul) : apare adesea în opera lui Lorca și reprezintă de cele mai multe ori moarte, deși poate reprezenta și viața și erotismul masculin
- Ierburile : de cele mai multe ori sunt simbol al morții
- Metalele : de cele mai multe ori reprezintă moartea. Metalele apar sub formă de arme albe, prevestind mereu o tragedie.

Metafora este procedeul retoric central al stilului său. Influențat de Góngora, Lorca „manevrează” metafore îndrăznețe : distanța dintre termenul real și cel imaginar este considerabilă. Uneori este folosită chiar metafora pură. Cu toate acestea, spre deosebire de Góngora, Lorca este un poet conceptist, în sensul că poezia sa se caracterizează prin condensarea expresivă și de conținut, utilizând adesea elipsa. Metaforele lorchiene relaționează elemente opuse ale realității, transmițând senzații amestecate.
O altă caracteristică a stilului său este neopopularismul. Deși Lorca asimila fără probleme noutățile literare, opera sa este presărată de elemente tradiționale, care printre altele îi demonstrează imensa cultură literară. Muzica și cânturile tradiționale se regăsesc în operele sale. Cu toate acestea, Lorca este departe de a putea fi considerat un poet tradiționalist; el caută esența spiritului tradițional al meleagurilor sale și al poporului său : disperarea în dragoste, curajul, melancolia, pasiunea...

### Poezie
Opera poetică a lui Lorca constituie una dintre culmile liricii Generației lui 27 și a literaturii spaniole. Lirica lorchiană este rezultatul sentimentului tragic al vieții și este relaționată cu alți autori, alte tradiții și curente literare. În ea se îmbină armonios tradiția populară cu cea cultă. Deși împărțirea în epoci este puțin forțată, unii critici literari au considerat că există două etape : cea de tinerețe și cea de maturitate.
În cea de tinerețe ar intra „Impresii și peisaje” (operă în proză, ce conține însă procedee caracteristice limbajului poetic) și „Libro de Poemas” („Carte de poeme”), operă scrisă sub influența lui Rubén Darío, Antonio Machado și a lui Juan Ramón Jiménez; are ca temă dragostea imposibilă, care înseamnă o condamnare la suferință.
Epoca de maturitate
Începe cu „Poema del cante jondo” („Poema cântului andaluz”) (1931), care, prin intermediul unității tematice, formale și conceptuale, precum și a manierei de exprimare a sentimentelor, datorată parțial inspirației folclorice, reprezintă lirica neopopularistă a Generației lui 27. 
În „Primeras canciones” (1927) și „Canciones” (1936) utilizează ambele forme : cântec și romanță. Temele timpului și a morții sunt reprezentate prin intermediul zorilor zilei, a nopții, a orașului andaluz și a peisajelor selenare.
Moartea și incompatibilitatea morală dintre lumea țiganilor și societatea burgheză sunt temele principale abordate în „Romancero gitano”. Se remarcă unele procedee specifice liricii populare, precum și influența compozitorului Manuel de Falla. Nu este vorba de o operă folclorică, ci de una bazată pe chestiuni relaționate cu lumea țiganilor și cu cea andaluză. Lorca îl înalță pe țigan la rang de mit literar, așa cum va face mai târziu cu negrul și cu evreul (n.t. e o traducere mot-a-mot) în „Poeta en Nueva York”. În „Romancero gitano” este folosită romanța în toate variantele sale : epică, lirică și dramatică; limbajul este rezultatul fuziunii dintre cel cult și cel popular.
Lorca a compus „Poeta en Nueva York” în urma experienței din Statele Unite, unde a trăit în 1929 și 1930. Pentru Lorca civilizația modernă și Natura sunt incompatibile. Viziunea sa asupra New York-ului este una de coșmar și dezolare, proprie unui vis urât. Pentru a își exprima suferința și setea de comunicare folosește imagini vizionare, specifice limbajului suprarealist. Libertatea de exprimare este maximă, deși pe lângă versul liber mai folosește și octosilabul, endecasilabul și versul alexandrin.
„Divanul de Tamarit” (1940) este un volum de poezii care recreează o atmosferă orientală, inspirându-se dintr-o antologie de poezie arabico-andaluză. Tema principală este dragostea care duce la trăirea unor experiențe frustrante și amare; limbajul folosit este foarte apropiat de cel din „Poeta en Nueva York”.
„Llanto por la muerte de Ignacio Sánchez Mejías” (1935) este o elegie încărcată de durere și emoție, ce reprezintă un omagiu adus toreadorului sevillian Ignacio Sánchez Mejías, care i-a susținut mereu pe poeții Generației lui 27. 
Opera poetică a lui Lorca se încheie cu „Seis poemas gallegos” („Șase poeme galiciene”) și cu cele unsprezece poeme de dragoste din „Sonetos del amor oscuro” („Sonete ale dragostei obscure”, aluzie la cum erau văzute relațiile homosexuale în epoca sa). Lorca a fost un poet admirat de generațiile posterioare Războiului Civil. Considerat un poet blestemat, influența sa s-a făcut simțită printre poeții spanioli ai „blestemismului” („malditismo”).
- Impresiones y paisajes (1918)
- Libro de poemas (1921)
- Oda a Salvador Dalí (1926)
- Romancero gitano (1928) - Romancero țigan
- Poeta en Nueva York (1930)
- Poema del cante jondo (1931)
- Llanto por Ignacio Sánchez Mejías (1935)
- Seis poemas gallegos (1935)
- Diván de Tamarit (1936)
- Sonetos del amor oscuro (1936)

### Teatru
Teatrul lui Lorca este, alături de cel al lui Valle-Inclán, cel mai important teatru de expresie castiliană din secolul XX. Este vorba de un teatru poetic, în sensul că se dezvoltă în jurul unor simboluri principale, cum ar fi sângele, cuțitul sau trandafirul, și în cadrul unor spații mitice sau de un realism transcendentalizat, abordând problemele principale ale existenței. Limbajul, influențat de Valle-Inclán, este tot poetic. Lorca a fost de asemenea influențat de drama modernistă (folosirea versului), de teatrul lui Lope de Vega (folosirea calculată a cântecelor populare), de cel al lui Calderón (sfâșierea tragică, alegoria) și de tradiția spectacolelor de păpuși. Creația dramatică a lui Lorca poate fi grupată în patru categorii : farse, comedii „nereprezentabile” (conform autorului), tragedii și drame. 
Dintre farsele scrise între 1921 și 1928 se remarcă „Minunata pantofăreasă”, în care atmosfera andaluză ajută la intensificarea conflictului cervantesc între imaginație și realitate, precum și „Amor de don Perlimplín con Belisa en su jardín”, un ritual complex de inițiere în dragoste, care anunță dramele „nereprezentabile” din 1930 și 1931, anume „El público” și „Así que pasen cinco años”, operele sale cele mai ermetice. Prima este o meditație asupra lumii teatrului, a conceptului de revoluție și a homosexualității, în vreme ce a doua o meditație asupra ființei umane și a sensului vieții.
Conștient de succesul dramelor rurale poetice, Lorca compune tragediile „Bodas de sangre” (1933) și „Yerma” (1934), combinații de mit, poezie și substanță reală.
În general, problemele umane sunt cele care au determinat scrierea dramelor. De exemplu, tema „domnișoarei bătrâne” spaniole în „Doña Rosita la soltera” (1935) sau discriminarea femeii și intoleranța în „La casa de Bernarda Alba”, una din operele sale cele mai apreciate.
- Mariana Pineda (1927)
- Minunata pantofăreasă (La zapatera prodigiosa) (1930)
- Retablillo de Don Cristóbal
- El público (1930)
- Así que pasen cinco años (1930)
- Amor de don Perlimplín con Belisa en su jardín (1933)
- Bodas de sangre (1933)
- Yerma (1934)
- Doña Rosita la soltera o el lenguaje de las flores
- La casa de Bernarda Alba (1936)
- Comedia sin título (neterminată) (1936)